# Star Wars: Ronin: A Visions Novel
Star Wars: Ronin: A Visions Novel este un roman științifico-fantastic cu samurai scris de Emma Mieko Candon. Romanul este un spin-off al seriei de antologie din 2021 Star Wars: Visions. Romanul, care are loc într-o istorie alternativă, urmează un rătăcitor singuratic, fără nume, cunoscut doar sub numele de „Ronin”, care călătorește prin galaxie cu droidul său credincios în timp ce mânuiește o sabie laser roșie. Este inspirat din lucrările lui Akira Kurosawa.
Ronin a fost lansat la 12 octombrie 2021.

## Premisă
La două decenii după ce cavalerii Jedi răzvrătiți au format ordinul Sith și după prăbușirea ordinului datorită luptelor interioare, un fost războinic Sith într-un exil autoimpus rătăcește prin galaxie în timp ce adună cristale kyber roșii de la cavalerii Sith pe care i-a ucis. După o confruntare cu un bandit, Ronin este forțat să-și confrunte vechea viață și ciclul nesfârșit de violență pe care l-a lăsat în urmă.

## Marketing
Romanul a fost anunțat cu șase luni înainte de lansarea Star Wars: Visions, cu speranța de a-i face pe cititori „să uite ce știu [ei] despre Jedi și Sith”. Potrivit lui James Waugh, un producător executiv al Visions, episodul pe care se bazează romanul, „Duelul”, a fost singurul pe care l-a luat în considerație pentru o continuare sub forma unui roman, după consultări cu producătorul creativ Jumpei Mizusaki și cu studioul de animație Kamikaze Douga. Waugh a afirmat despre povestire și relația ei cu serialul: „Visions ne permite să explorăm Războiul Stelelor în moduri noi. Și această carte nu seamănă cu nimic din ce am făcut înainte.”